# 팔렬 성운
팔렬 성운(Eight-Burst Nebula), NGC 3132은 돛자리에 있는 행성상 성운이다. 이 성운은 약 24 kms-1 의 속도로 가까워지고 있다. 지구에서 2,000 광년 떨어져 있다.
중심별은 이중성이며, 하나는 +10.0 등성이고, 다른 하나는 +16.0 등성이다. 표면 온도는 100,000 K 정도로 매우 높으며, 성운 안에서 자외선을 방출하고 있다.

## 행성상 성운의 핵
NGC 3132 성운의 사진에는 서로 가까운 두 개의 별이 나타나 있다. 이들의 밝기는 10등급과 16등급으로, 두 별 중 어두운 것이 중심의 행성상 성운 핵(PNN, planetary nebula nucleus) 또는 중심의 백색왜성 별이 된다. 이 별은 100,000 K의 뜨거운 별로, 별의 층들을 내뿜었고 강한 자외선 복사로 성운을 밝게 빛나게 하고 있다.

## 같이 보기
- 신판일반목록 천체 목록